# Рјоморо (Терамо)
Рјоморо (итал. Riomoro) је насеље у Италији у округу Терамо, региону Абруцо.
Према процени из 2011. у насељу је живело 236 становника. Насеље се налази на надморској висини од 144 м.